# 七光台駅

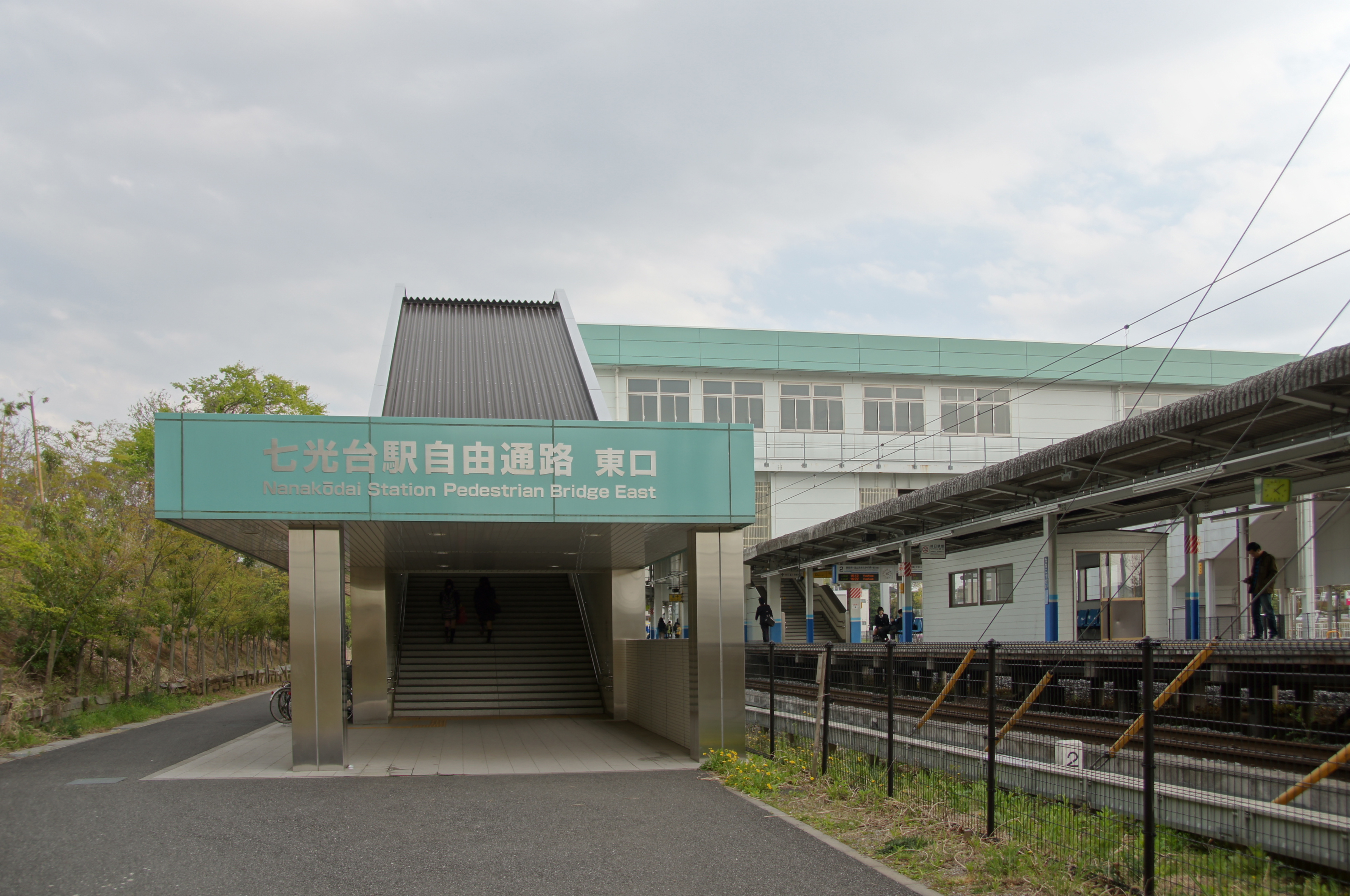
東口（2013年4月）

七光台駅（ななこうだいえき）は、千葉県野田市光葉町一丁目にある、東武鉄道野田線（東武アーバンパークライン）の駅である。駅番号はTD 14。

## 歴史
- 1968年（昭和43年）7月1日：七光台電車区開設時に新設。
- 2007年（平成19年）2月28日：橋上駅舎使用開始[1]。
- 2009年（平成21年）
  - 3月23日：発車メロディ導入。
  - 12月1日：駅業務を東武ステーションサービスへ委託。
- 2012年（平成24年）10月27日：七光台駅西特定土地区画整理事業に伴い、駅所在地住所が野田市吉春931-5より、野田市光葉町一丁目52-1へ変更。
- 2019年（平成31年）3月11日：西口駅名看板がLEDへ更新。

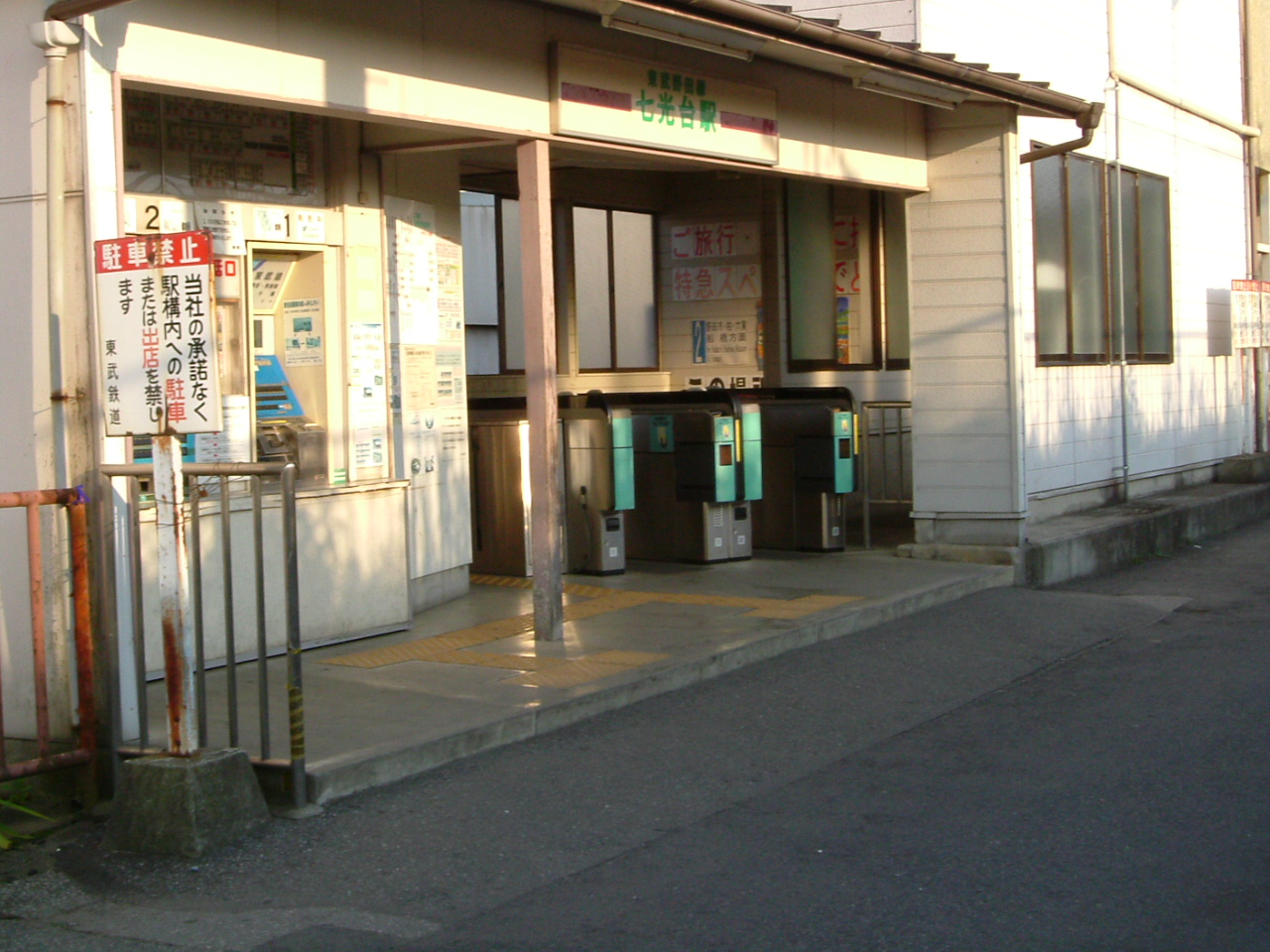
旧駅舎（2005年9月）

## 駅構造
島式ホーム1面2線を有する地上駅。将来は島式ホーム2面4線へ拡張する計画もある。駅業務は東武ステーションサービスへ委託している。川間寄りに南栗橋車両管区七光台支所（旧・七光台検修区）・七光台乗務管区（七光台電車乗務区と野田車掌区を統合して改称）があるため、当駅を発着する区間列車が設定されている。運転士・車掌は当駅で交代する。
現行駅舎は2005年度（平成17年度） - 2006年度（平成18年度）にかけて建設された。橋上駅舎を東武鉄道、駅東西を連絡する自由通路を野田市で費用分担し、2007年（平成19年）2月28日に使用開始した。バリアフリーに重点を置き、オストメイトなどに対応した多機能トイレとエレベーターを新たに新設。西口駅前広場にはロータリーが整備され、バス停留所やタクシー乗り場なども新設された。
旧駅舎であった頃は駅舎とホームは地下通路（開業当時は構内踏切）で連絡しており、トイレは男女共用の汲取り式で、駅舎から地上の細い通路を抜けた奥に設置されていた。また、旧駅舎と旧トイレ間には倉庫や詰所等と思われる建物が存在していたが、いずれも新駅舎完成後に撤去されたため現存しない。

### のりば
- 主本線のみの配線であるが、上下線双方に出発可能。上下本線共に南栗橋車両管区七光台支所との入換可能。

| 番線 | 路線                     | 方向 | 行先     |
| ---- | ------------------------ | ---- | -------- |
| 1    | 東武アーバンパークライン | 上り | 大宮方面 |
| 2    | 東武アーバンパークライン | 下り | 柏方面   |

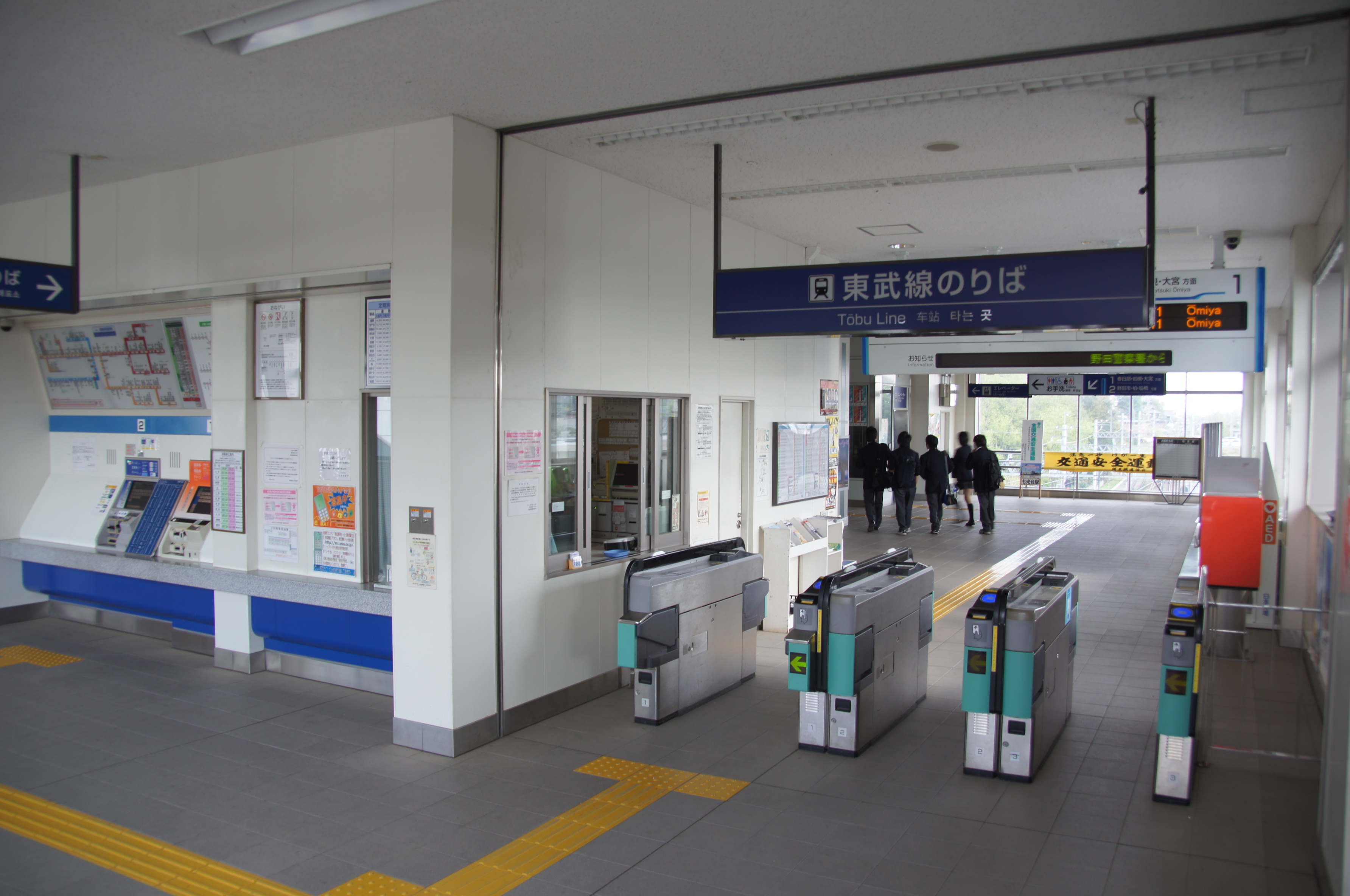
改札口（2013年4月）
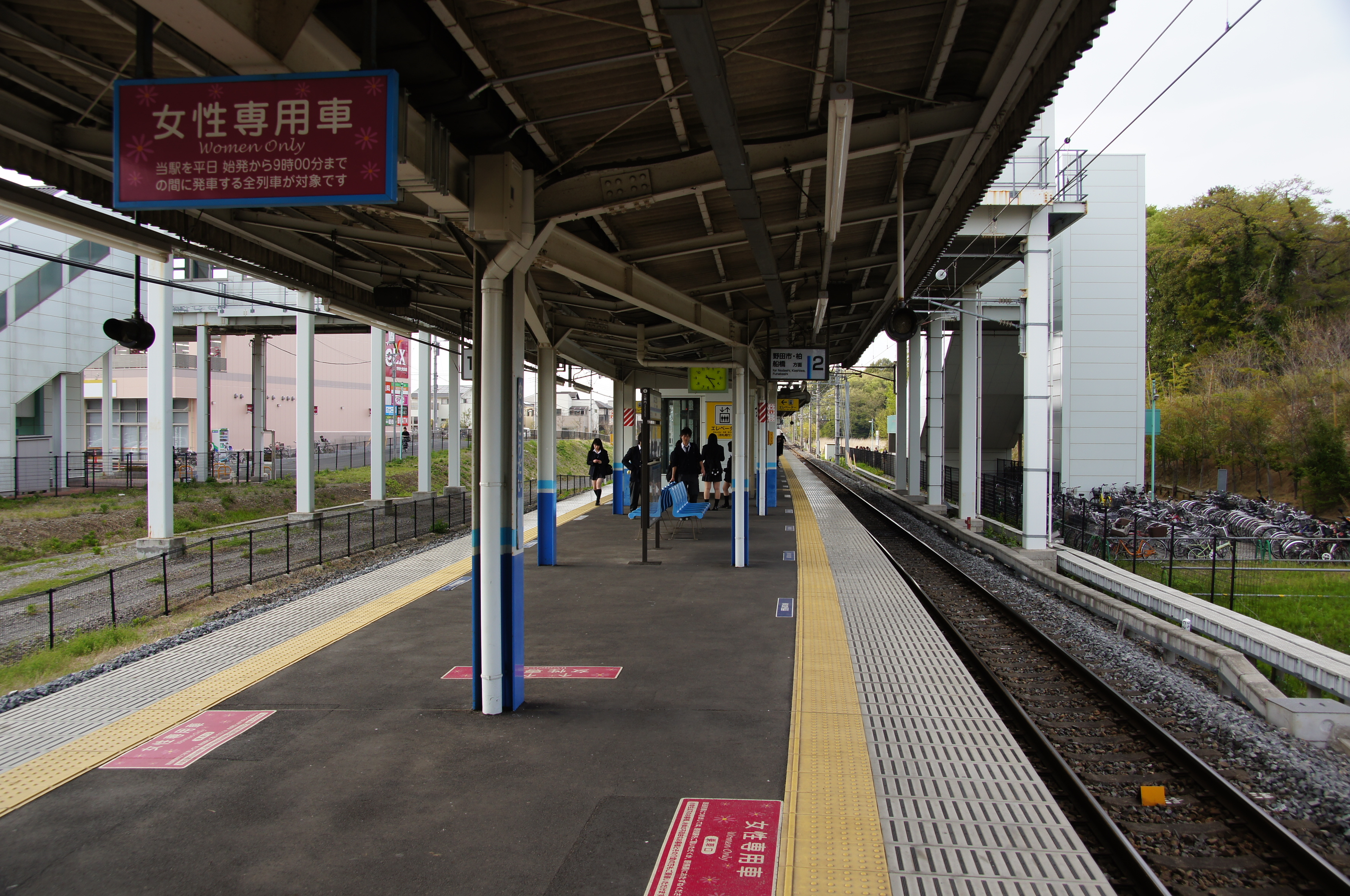
駅ホームより川間駅方面（2013年4月）※出発反応標識が上り方へ向いており、2番線から大宮方面へ出発可能
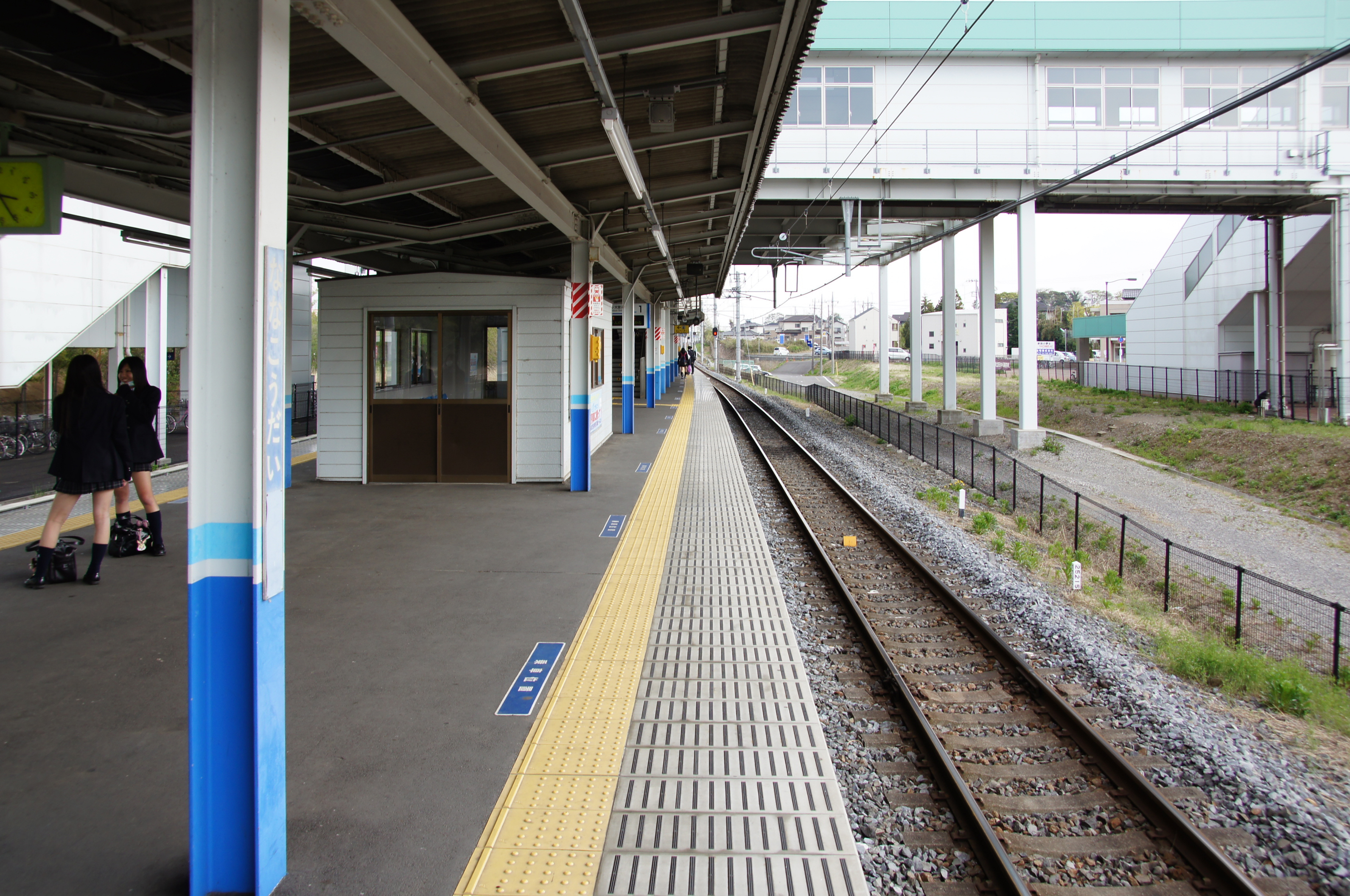
駅ホームより清水公園駅方面（2013年4月）※出発信号機・出発反応標識が下り方へ向いており、1番線から柏方面へ出発可能

## 利用状況
2024年度（令和6年度）の1日平均乗降人員は7,102 人である。2000年度（平成12年度）当時は野田線の駅で最も乗降人員が少なかったが、2003年度（平成15年度）より駅周辺開発が進み、2006年度（平成18年度）に清水公園駅、2012年度（平成24年度）には北大宮駅を上回った。その後も増加傾向が続いていたが、新型コロナウイルス感染拡大に伴う自粛要請に伴い2020年度（令和2年度）は約1,500人程減少した。しかし、2021年度（令和3年度）には藤の牛島駅を上回り、現在は野田線全35駅中32位である。
近年の1日平均乗降・乗車人員の推移は以下の通り。
| 年度               | 1日平均 乗降人員 | 1日平均 乗車人員 | 出典       |
| ------------------ | ---------------- | ---------------- | ---------- |
| 1980年（昭和55年） |                  | 1,206            |            |
| 1985年（昭和60年） |                  | 1,859            |            |
|                    |                  |                  |            |
| 1990年（平成02年） |                  | 2,548            |            |
| 1991年（平成03年） |                  | 2,667            |            |
| 1992年（平成04年） |                  | 2,831            |            |
| 1993年（平成05年） |                  | 2,032            |            |
| 1994年（平成06年） |                  | 1,817            |            |
| 1995年（平成07年） |                  | 1,832            |            |
| 1996年（平成08年） |                  | 1,864            |            |
| 1997年（平成09年） |                  | 1,840            |            |
| 1998年（平成10年） | 3,454            | 1,756            |            |
| 1999年（平成11年） | 3,297            | 1,676            |            |
| 2000年（平成12年） | 3,292            | 1,683            |            |
| 2001年（平成13年） | 3,320            | 1,674            |            |
| 2002年（平成14年） | 3,192            | 1,610            |            |
| 2003年（平成15年） | 3,115            | 1,574            |            |
| 2004年（平成16年） | 3,153            | 1,611            |            |
| 2005年（平成17年） | 3,353            | 1,707            |            |
| 2006年（平成18年） | 3,923            | 1,999            |            |
| 2007年（平成19年） | 4,233            | 2,159            |            |
| 2008年（平成20年） | 4,488            | 2,287            |            |
| 2009年（平成21年） | 4,611            | 2,347            |            |
| 2010年（平成22年） | 4,802            | 2,439            |            |
| 2011年（平成23年） | 5,301            | 2,681            |            |
| 2012年（平成24年） | 5,811            | 2,958            |            |
| 2013年（平成25年） | 6,253            | 3,185            |            |
| 2014年（平成26年） | 6,387            | 3,233            |            |
| 2015年（平成27年） | 6,689            | 3,382            |            |
| 2016年（平成28年） | 7,086            | 3,572            |            |
| 2017年（平成29年） | 7,204            | 3,631            |            |
| 2018年（平成30年） | 7,119            | 3,581            |            |
| 2019年（令和元年） | 7,128            |                  |            |
| 2020年（令和02年） | 5,629            |                  | [ 東武 3 ] |
| 2021年（令和03年） | 6,224            | 3,124            | [ 東武 4 ] |
| 2022年（令和04年） | 6,616            | 3,324            | [ 東武 5 ] |
| 2023年（令和05年） | 6,852            | 3,442            | [ 東武 6 ] |
| 2024年（令和06年） | 7,102            | 3,561            | [ 東武 1 ] |

## 駅周辺
駅東側には国道16号、千葉県道17号結城野田線、千葉県道142号岩井野田線が走る。かつての駅周辺は雑木林や荒地が目立っていたが、2005年（平成17年）8月につくばエクスプレスが開通したことにより、東京都心方面へ流山おおたかの森駅での乗換で通勤1時間圏内になったことから、西口側を中心に大規模な宅地造成が行われている。西口側は「パレットコート」の名称で分譲されている。

### 東口
- 野田市消防本部 野田市消防署北分署
- 野田市七光台集会所
- 野田市七光台子ども館
- 千葉県立野田中央高等学校
- 野田市立北部中学校
- 野田市立北部小学校
- 野田市立七光台小学校
- JAちば東葛 七福支店
- イオンタウン野田七光台
  - マックスバリュ 野田七光台店
  - わくわく広場 イオンタウン野田七光台店
  - ザ・ダイソー イオンタウン野田七光台店
  - 七光台温泉
- コメリパワー 野田店
- スポーツDEPO 野田船形店
- ワークマン 野田店
- ケーズデンキ 野田泉店
- 千葉レジャーランド 野田店

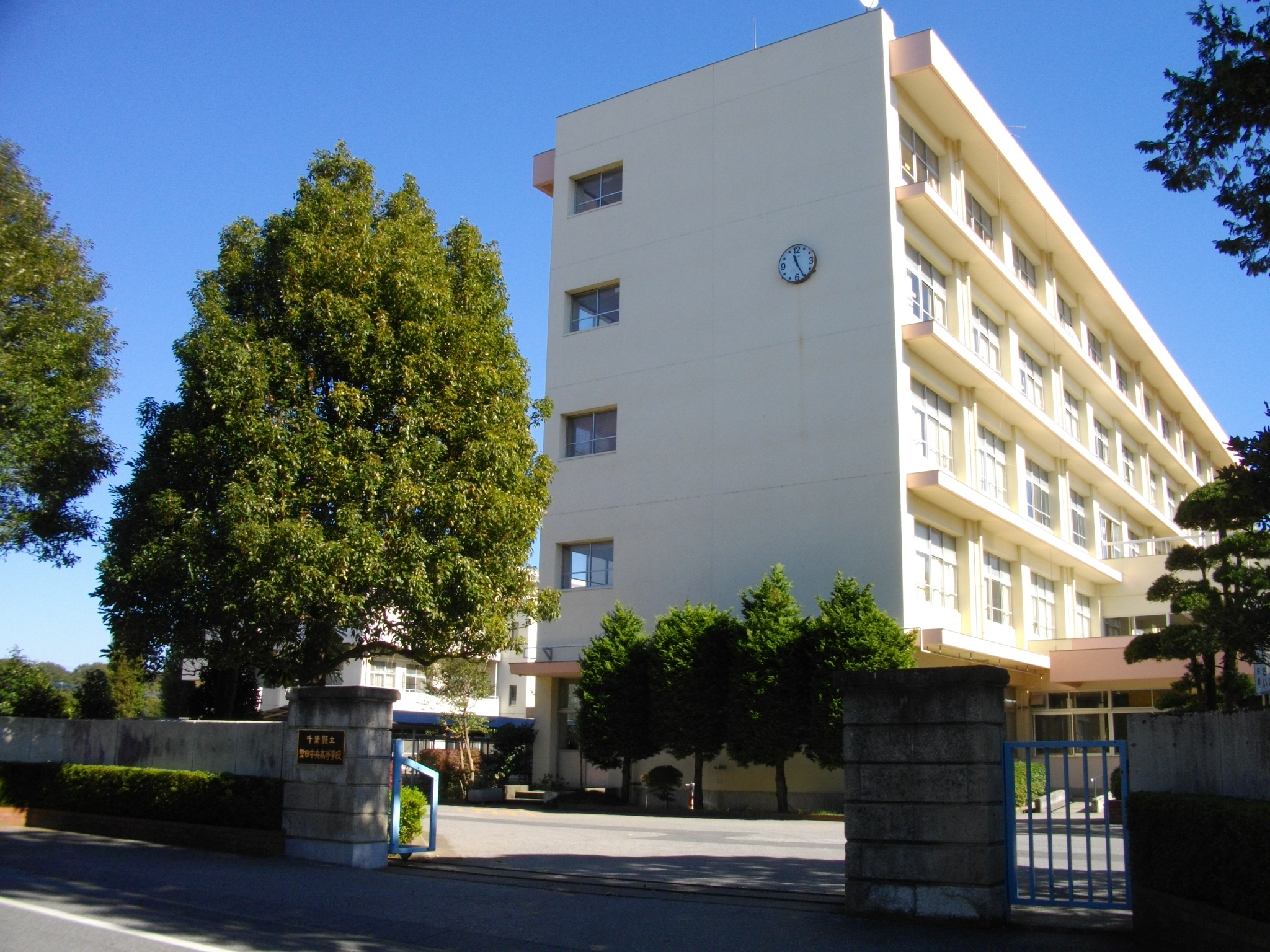
千葉県立野田中央高等学校

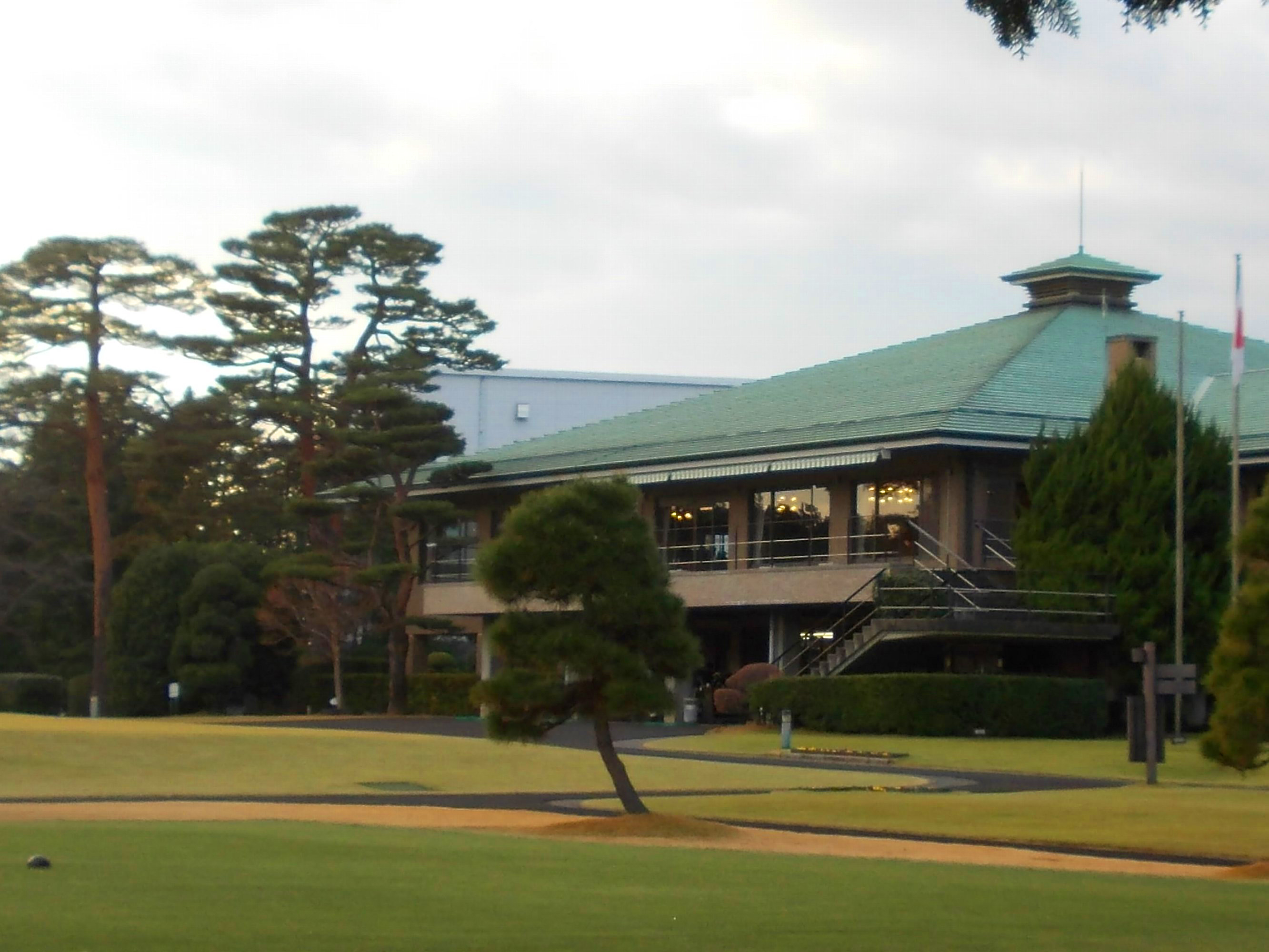
千葉カントリークラブ本部

- グリコピア CHIBA（江崎グリコ工場見学）
- 市営生涯スポーツ北広場
- 千葉カントリークラブ本部・野田コース

### 西口
- 北部公民館
- 南栗橋車両管区七光台支所・七光台乗務管区
- ベルクスステーションモール七光台
  - ベルクス 野田七光台店

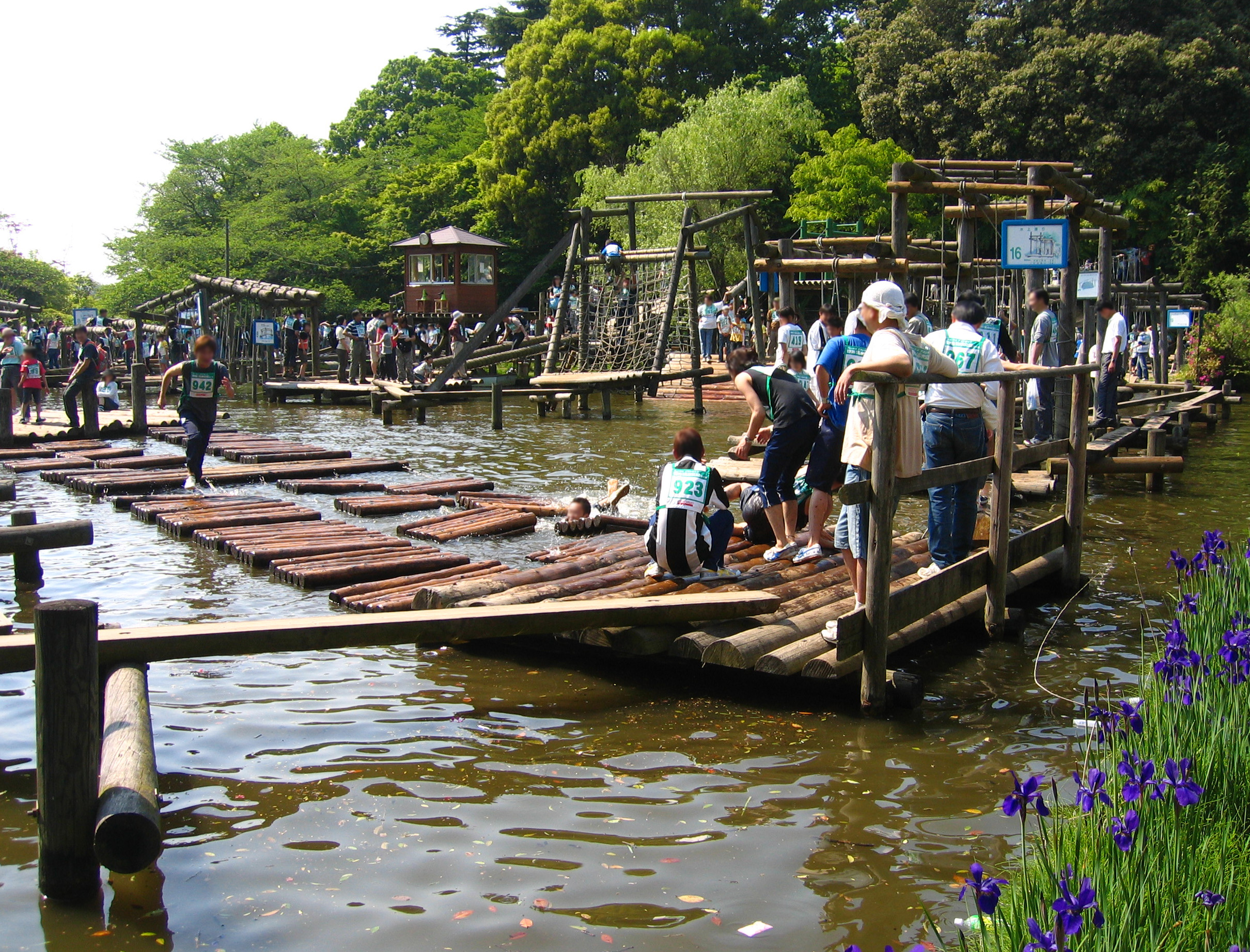
清水公園（フィールド・アスレチック）

  - ザ・ダイソー ベルクスステーションモール七光台店
- ゲオスーパーブックス 川間店
- 野田市総合公園
  - 野田市総合公園体育館
  - 野田市総合公園陸上競技場
  - 野田市営球場
  - 野田市総合公園水泳場
- 清水公園（徒歩約20分、最寄駅は清水公園駅）
- 岩名調整池公園
- Dr.関塾七光台駅前校

## バス路線
西口ロータリーに野田市コミュニティバス「まめバス」路線が発着する。
| のりば           | 系統                   | 行先                    | 運行会社                             |
| ---------------- | ---------------------- | ----------------------- | ------------------------------------ |
| 七光台駅（西口） | 6 堤台ルート           | 川間駅南口 / 野田市役所 | まめバス（茨城急行自動車松伏営業所） |
| 七光台駅（西口） | 企業バス・スクールバス | 野田自動車教習所        |                                      |
| 七光台駅（西口） | 企業バス・スクールバス | キッコーマン総合病院    |                                      |
| 七光台駅（西口） | 企業バス・スクールバス | 野田病院                |                                      |

## 隣の駅
東武鉄道
 東武アーバンパークライン
■急行・■区間急行・■普通
川間駅 (TD 13) - 七光台駅 (TD 14) - 清水公園駅 (TD 15)

### 利用状況
東武鉄道の1日平均乗降人員
1. 1 2 3  『駅別乗降人員 2024年度』（PDF）（レポート）東武鉄道、10頁。オリジナルの2025年5月19日時点におけるアーカイブ。2025年5月29日閲覧。
2. ↑  “駅情報（乗降人員）”.   東武鉄道. 2024年9月29日閲覧。
3. ↑  「駅一覧」『東武会社要覧2021』（pdf）（レポート）東武鉄道、69頁。オリジナルの2022年4月19日時点におけるアーカイブ。
4. ↑  『駅別乗降人員 2021年度』（PDF）（レポート）東武鉄道、2024年、10頁。オリジナルの2024年5月18日時点におけるアーカイブ。
5. ↑  『駅別乗降人員 2022年度』（PDF）（レポート）東武鉄道、2024年、10頁。オリジナルの2024年9月8日時点におけるアーカイブ。
6. ↑  『駅別乗降人員 2023年度』（PDF）（レポート）東武鉄道、2024年、10頁。オリジナルの2024年9月8日時点におけるアーカイブ。